# Kepudibener
Kepudibener is een bestuurslaag in het regentschap Lamongan van de provincie Oost-Java, Indonesië. Kepudibener telt 2342 inwoners (volkstelling 2010).